# Børnehjælpsdag på Grønland
 For alternative betydninger, se Børnehjælpsdagen (flertydig). (Se også artikler, som begynder med Børnehjælpsdagen)
Børnehjælpsdag på Grønland er en dansk dokumentarfilm fra Grønland.

## Handling
Uredigeret. Abrupte optagelser.
Flagstander. Dannebrog hejses. Kongeskibet i havn (hvilken?). Mange tilskuere. Kongetribune for Frederik IX. Fjernbilleder af kongelige. Diverse opvisningsemner, ofte af grotesk karakter. Kajakmænd i procession, imiterer havsætning af kajakkerne, kvindeløb, løb med hølæs, hundeslæde over græsmark, mænds forhindringsløb, tovtrækning.
Yderligere oplysninger i de to blå mapper om Nationalmuseets film.